# Partito Operaio Italiano
Il Partito Operaio Italiano nacque a Milano il 17 maggio 1882 su iniziativa del locale circolo operaio e della rivista "La Plebe" di Enrico Bignami e di Osvaldo Gnocchi Viani, con un programma di lotte e rivendicazioni salariali. A promuovere la riunione fondativa a cui aderirono diverse associazioni operaie locali, fu Giuseppe Croce.
Nel 1892 a Genova il Partito entrò a far parte del nuovo Partito dei Lavoratori Italiani, che poi mutò il nome nel 1893 a Reggio Emilia in Partito Socialista dei Lavoratori Italiani e nel 1895 a Parma in Partito Socialista Italiano.

## Storia
Il Partito Operaio Italiano ha rappresentato un'esperienza legata soprattutto all'Italia industriale del Nord Italia, alla fisionomia che essa aveva negli anni 1880, caratterizzata da una forte trasformazione dei rapporti agrari, precedente alla formazione dei grandi monopoli della siderurgia e dell'industria elettrica, e al decollo, agli inizi del XX secolo, dell'industria dell'automobile.
Tuttavia, alcune ricerche accurate hanno messo in evidenza, studiando i congressi del POI, la fondazione di sezioni di tale partito fino in Emilia, nel Veneto, a Livorno, a Napoli.
Il neonato POI si presentò alle elezioni politiche del 1882, raccogliendo pochi voti, ma riuscendo comunque a eleggere in Parlamento Andrea Costa, il primo deputato socialista della storia d'Italia.
Nel luglio 1885 iniziò le pubblicazioni l'organo ufficiale del Partito, Fascio operaio. Il POI tenne i suoi primi congressi nella primavera (12 aprile 1885) e nell'autunno 1885, nei quali si definirono lo statuto e gli intenti del Partito.
Il nuovo soggetto politico dimostrò immediatamente capacità espansive: a Mantova (3-6 dicembre 1885), i delegati del quarto congresso della Confederazione operaia lombarda, che raggruppava ben 132 associazioni, votarono per la fusione nel Partito operaio italiano.
Il terzo (1887) e quarto congresso (1888) del POI segnarono un avvicinamento maggiore tra questa formazione e gli altri raggruppamenti dell'estrema sinistra.
Il quinto congresso (1890) segnò un'unità d'intenti con i movimenti che parteciparono alla fondarono della Seconda Internazionale; la sede del Comitato Centrale fu trasferita ad Alessandria.
Frequenti furono gli episodi che portarono a contrasti con le autorità. I membri del comitato centrale furono più volte arrestati e condannati.
Si determinò alla fine degli anni 1880 una unificazione tra circoli operai e associazioni socialiste.
Il settimo congresso a Milano nel 1891 segnò la trasformazione del Partito Operaio Italiano. Appoggiato dall'esterno dal socialista Filippo Turati, esponente della Lega Socialista Milanese, il POI sarà tra i promotori della nascita del Partito dei Lavoratori Italiani a Genova nell'agosto del 1892.

## Politici e iscritti
I principali esponenti del partito furono Giuseppe Croce e Costantino Lazzari, entrambi artigiani.
Il POI ebbe inoltre il sostegno esterno di intellettuali provenienti dalla Prima Internazionale: Enrico Bignami e Osvaldo Gnocchi Viani; e dalla democrazia radicale: Filippo Turati.